# 淡路町站
淡路町站（日语：／ Awajichō eki */?）是位於日本東京都千代田區神田淡路町一丁目，屬於東京地下鐵丸之內線的鐵道車站。車站編號是M 19。

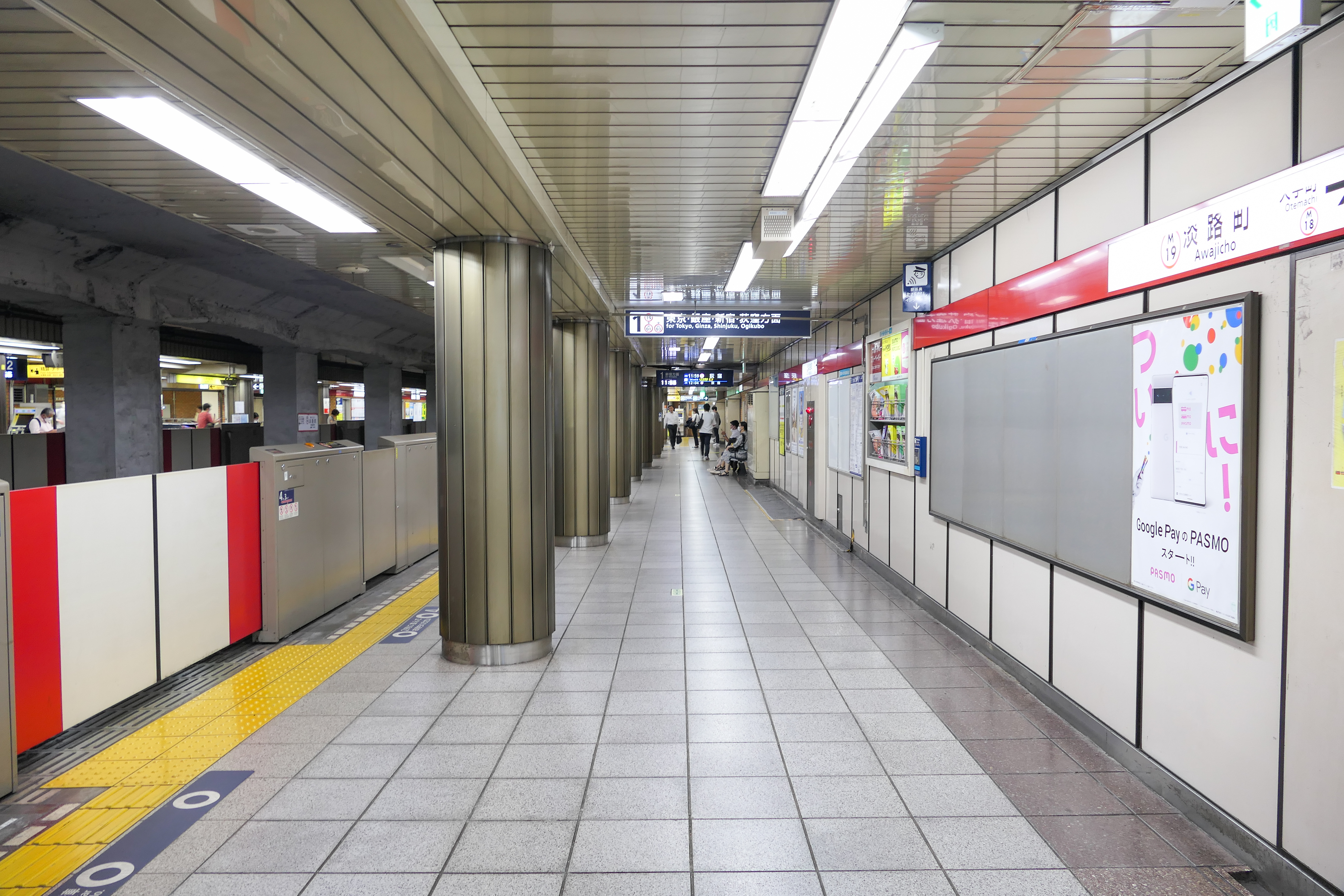
月台(2023年8月)

## 歷史
- 1956年（昭和31年）3月20日：開業。
- 2004年（平成16年）4月1日：營團地下鐵民營化。丸之內線由東京地下鐵繼承。

## 接續路線
以下路線可作聯絡運輸，可以徒步聯絡轉乘。
- 東京都交通局（都營地下鐵）新宿線 小川町站 - 丸之內線池袋方向閘口起不遠。
- 東京地下鐵千代田線 新御茶之水站 - 徒步7分鐘。可途經小川町站轉乘，需時較長。

## 構造

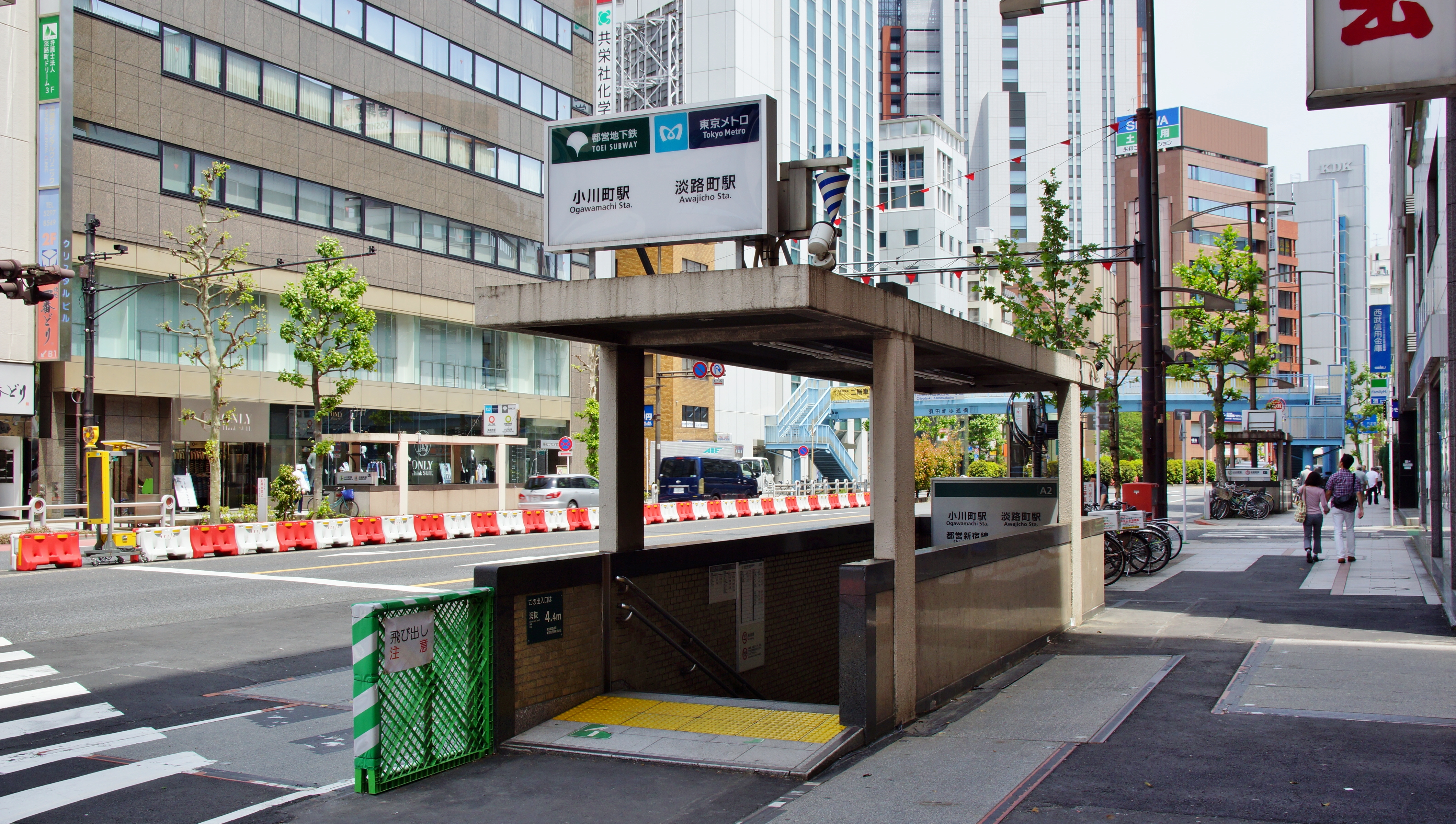
A2出入口(2016年5月)

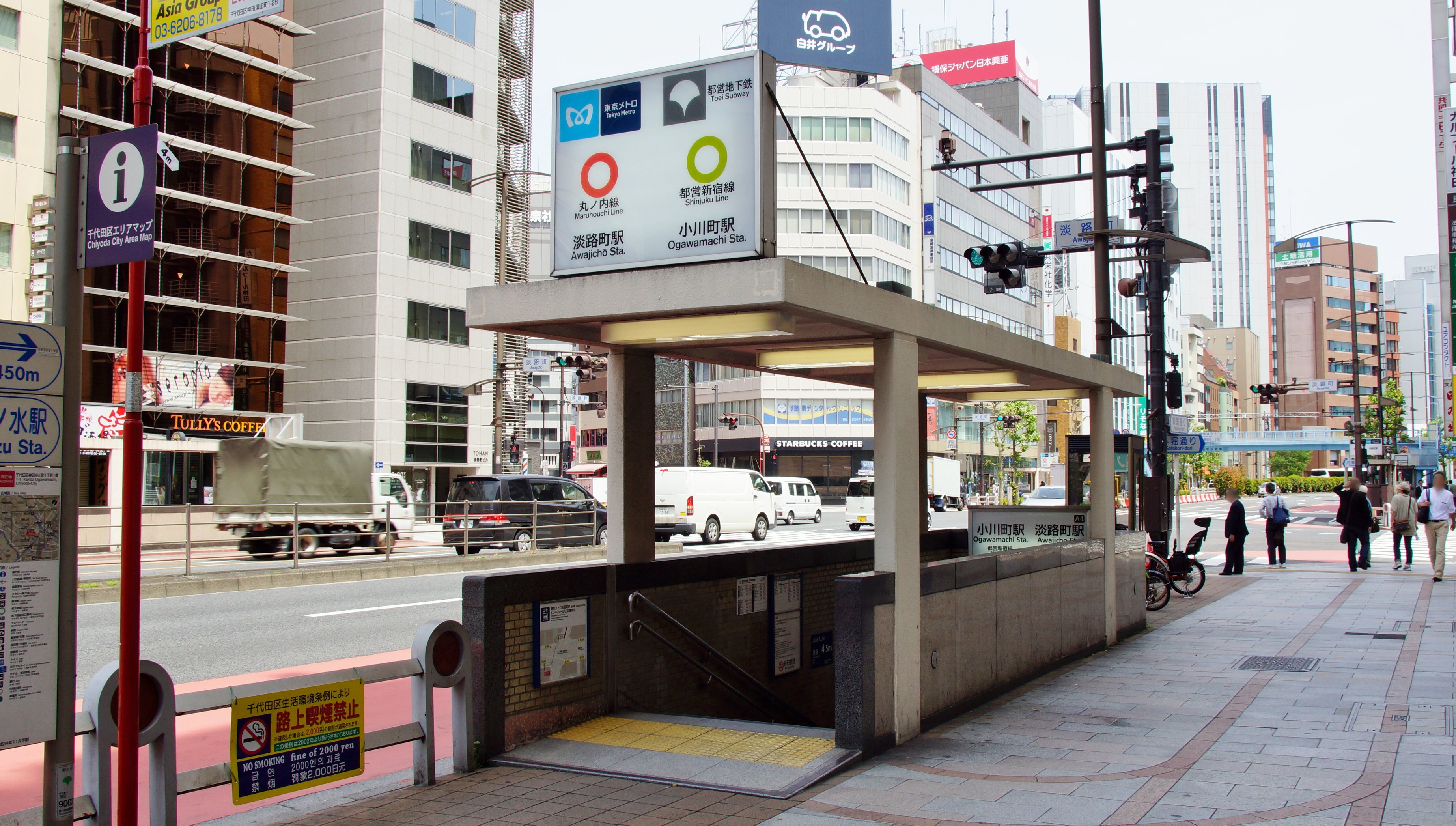
A4出入口(2016年5月)

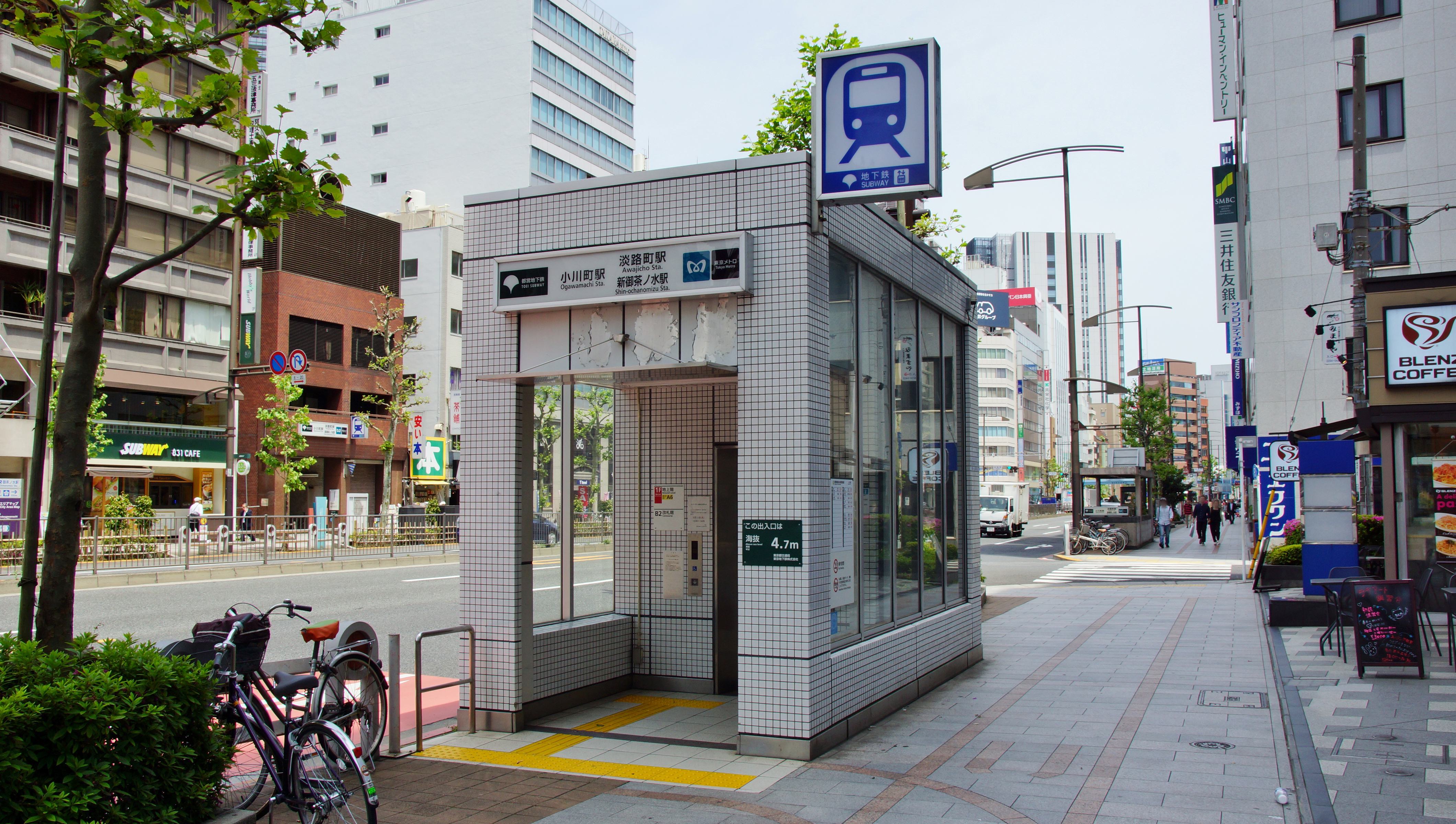
A6出入口(2016年5月)

設有相對式月台2面2線的地下車站。與其他車站相比，本站月台有效長度較長，往池袋方向月台的大手町側設有禁止進入的柵欄封住不使用的部分。
往荻窪方向月台因月台端為廁所，沒有設置柵欄。

### 月台配置

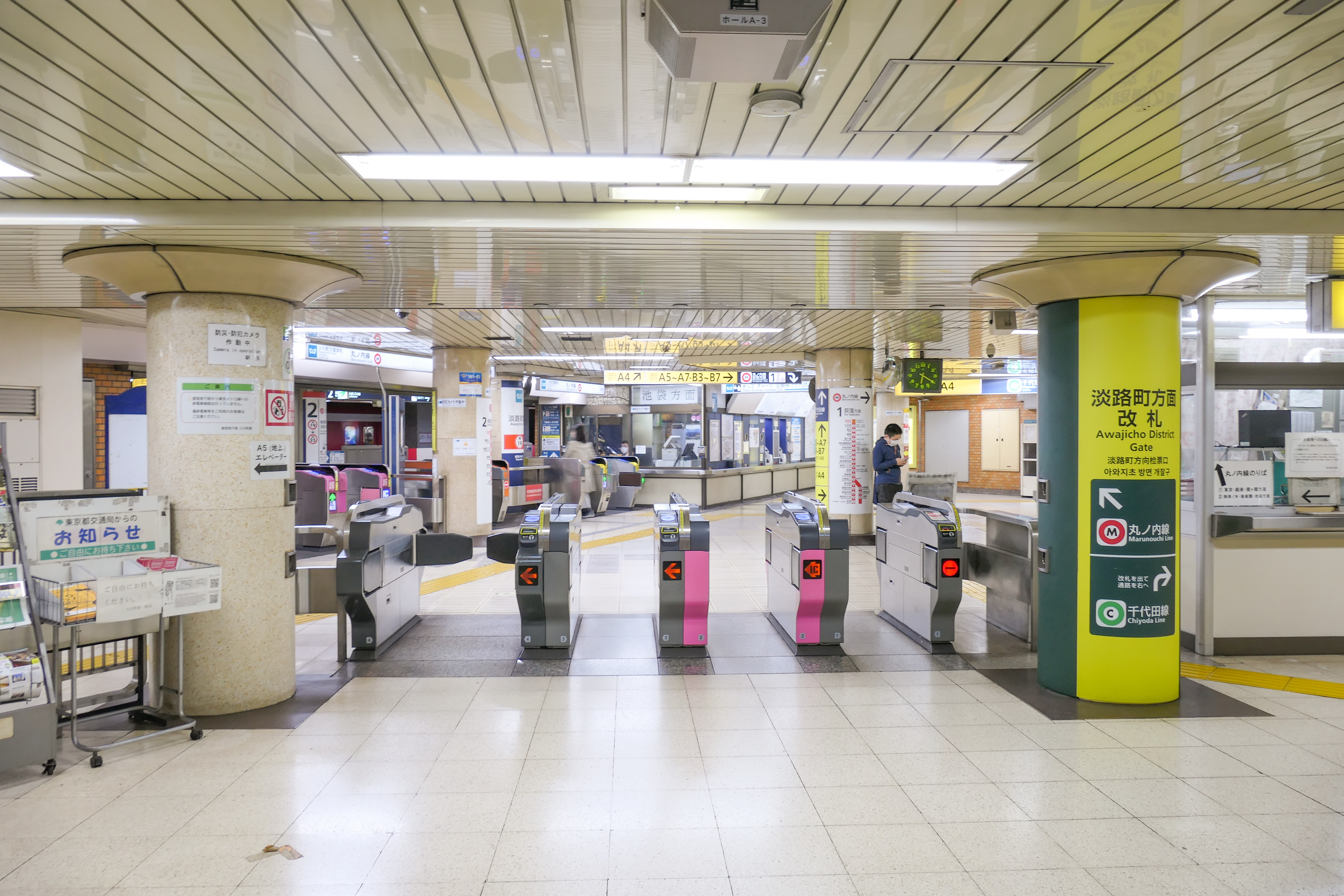
往淡路町方向的檢票口(2022年11月)

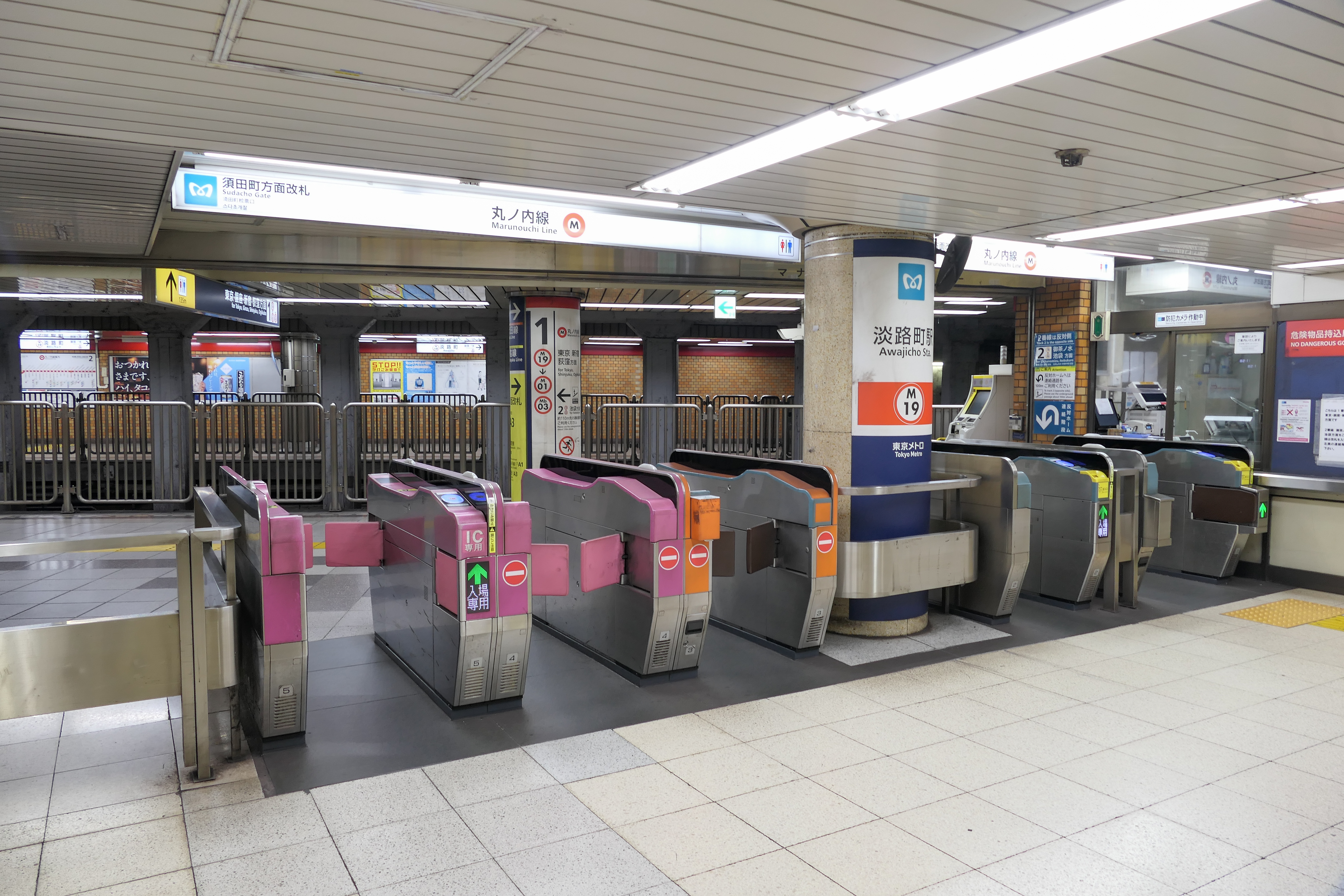
往須田町方向的檢票口(2023年8月)

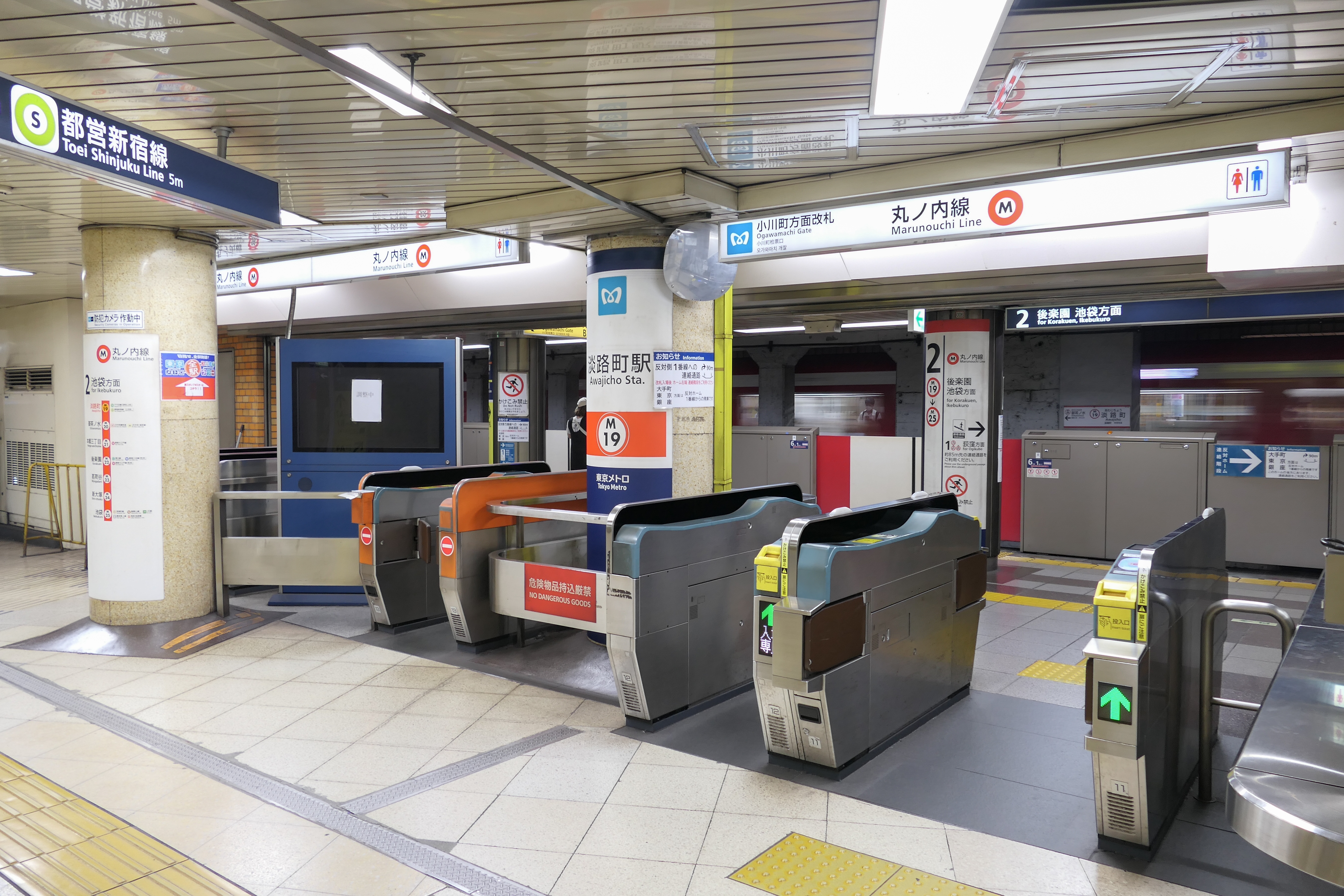
往小川町方向的檢票口(2023年8月)

| 月台 | 路線     | 目的地               |
| ---- | -------- | -------------------- |
| 1    | 丸之內線 | 銀座、新宿、荻窪方向 |
| 2    | 丸之內線 | 後樂園、池袋方向     |

（來源：東京地下鐵:構內圖 （页面存档备份，存于））

### 設施
- 三井住友銀行ATM - 新宿方向剪票口外
- 廁所 - 1號月台荻窪側。無多功能廁所。

### 出口編號
- A1 - A7
  - 本站與小川町站的出口編號共通。
- A5出口附近有電梯，2011年10月22日啟用。

## 利用狀況
2017年度1日平均上下車人次為59,445人，東京地下鐵全部130個車站當中排行第70位。此數值不包括與新御茶之水站的千代田線的轉乘人次。
- 若包括與千代田線的轉乘人次，2017年度1日平均上下車人次為65,888人[2]。丸之內線全部28個車站當中第15位。

近年1日平均上下車、上車人次如下表。
| 年度               | 1日平均 上下車人次 | 1日平均 上車人次 | 來源     |
| ------------------ | ------------------ | ---------------- | -------- |
| 1992年（平成04年） |                    | 33,159           | [ * 1 ]  |
| 1993年（平成05年） |                    | 32,671           | [ * 2 ]  |
| 1994年（平成06年） |                    | 32,184           | [ * 3 ]  |
| 1995年（平成07年） |                    | 31,284           | [ * 4 ]  |
| 1996年（平成08年） |                    | 30,953           | [ * 5 ]  |
| 1997年（平成09年） |                    | 30,148           | [ * 6 ]  |
| 1998年（平成10年） |                    | 29,893           | [ * 7 ]  |
| 1999年（平成11年） |                    | 28,836           | [ * 8 ]  |
| 2000年（平成12年） |                    | 29,093           | [ * 9 ]  |
| 2001年（平成13年） |                    | 28,523           | [ * 10 ] |
| 2002年（平成14年） |                    | 28,170           | [ * 11 ] |
| 2003年（平成15年） |                    | 27,145           | [ * 12 ] |
| 2004年（平成16年） |                    | 26,679           | [ * 13 ] |
| 2005年（平成17年） |                    | 26,660           | [ * 14 ] |
| 2006年（平成18年） | 52,965             | 26,995           | [ * 15 ] |
| 2007年（平成19年） | 54,267             | 27,421           | [ * 16 ] |
| 2008年（平成20年） | 54,006             | 27,356           | [ * 17 ] |
| 2009年（平成21年） | 50,978             | 26,945           | [ * 18 ] |
| 2010年（平成22年） | 52,561             | 26,655           | [ * 19 ] |
| 2011年（平成23年） | 51,979             | 26,386           | [ * 20 ] |
| 2012年（平成24年） | 51,913             | 26,202           | [ * 21 ] |
| 2013年（平成25年） | 54,016             | 27,405           | [ * 22 ] |
| 2014年（平成26年） | 55,155             | 27,953           | [ * 23 ] |
| 2015年（平成27年） | 56,500             | 28,658           | [ * 24 ] |
| 2016年（平成28年） | 57,779             | 29,307           | [ * 25 ] |
| 2017年（平成29年） | 59,445             |                  |          |

## 周邊
- 東京地下鐵銀座線神田站 - 東日本旅客鐵道（JR東日本）山手線、京濱東北線、中央線（快速）、東京地下鐵銀座線
- 警視廳神田警察署
- 千代田區立千代田小學校
- 千代田區役所神田公園出張所
  - 千代田區神田公園區民館
- 神田櫻花館
- 神田郵便局（日语：神田郵便局）
- 神田淡路町郵便局
- 神田錦町郵便局
- 靖國通
- 外堀通
- 中央通（國道17號）
- 神田川
  - 萬世橋（日语：万世橋）
- 秋葉原電氣街（徒歩約10分）
- WATERRAS（日语：ワテラス）
- 白泉社
- 京王布萊索酒店（日语：京王プレッソイン）神田
- 咖哩專門店topca（トプカ）

## 相片集

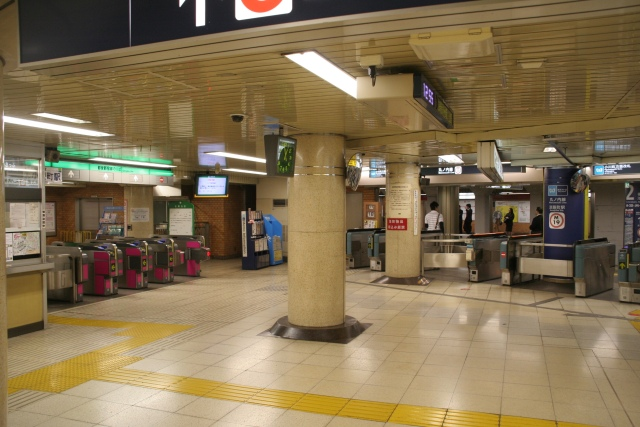
小川町站與淡路町站剪票口
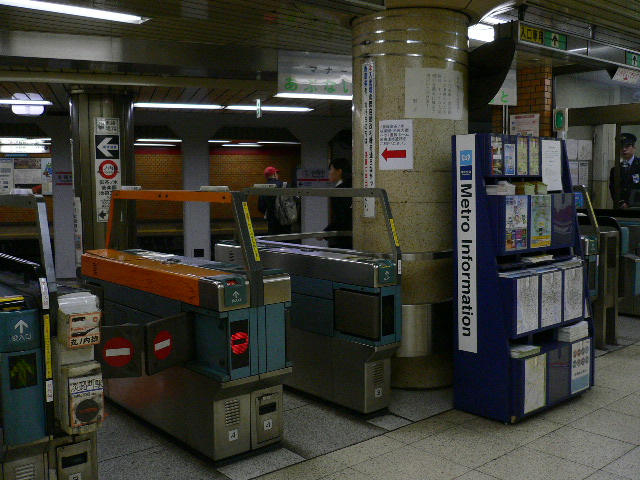
丸之內線新宿方向剪票口（2005年3月29日）
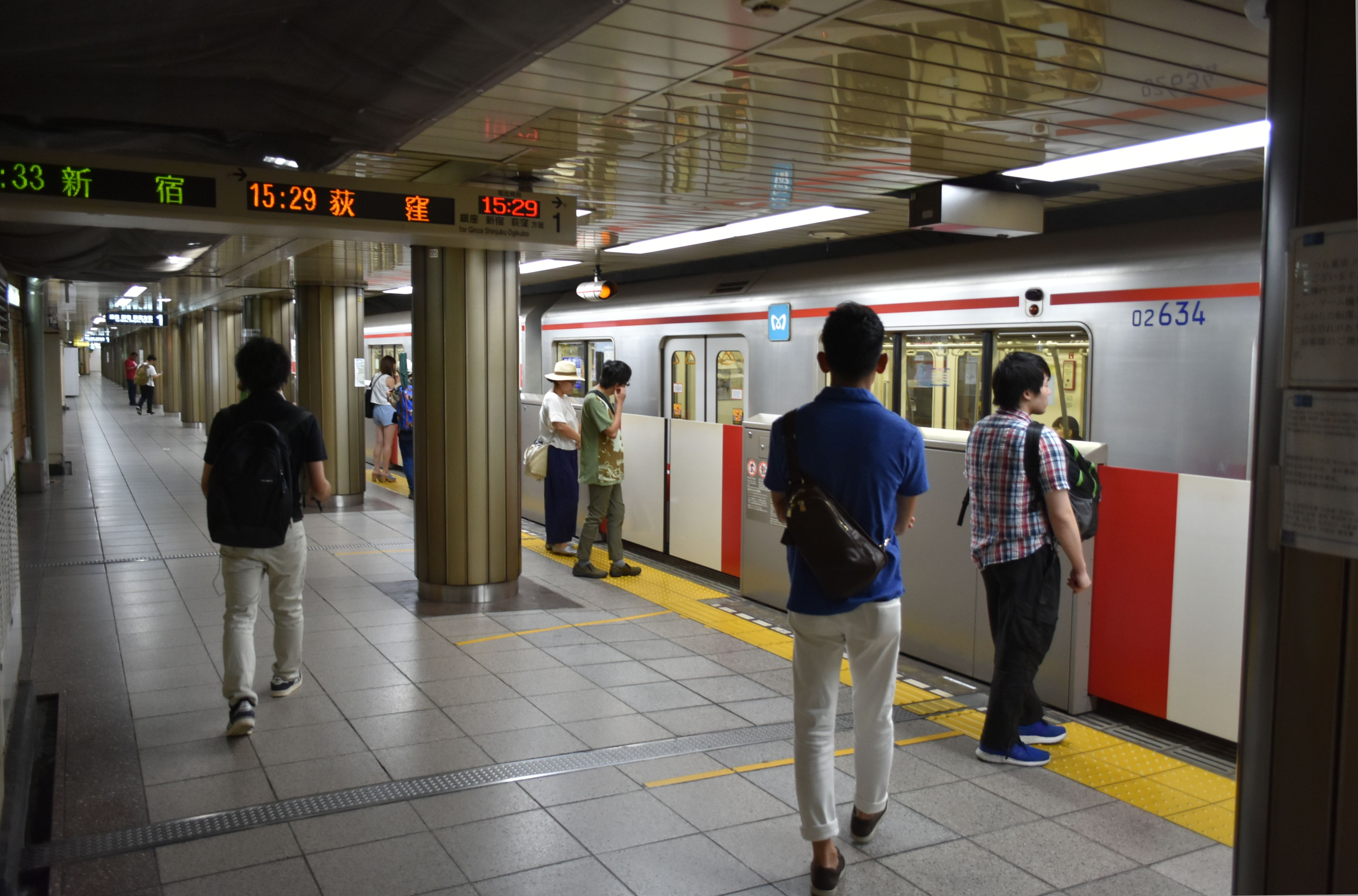
設置月台閘門的月台（2018年8月12日攝）
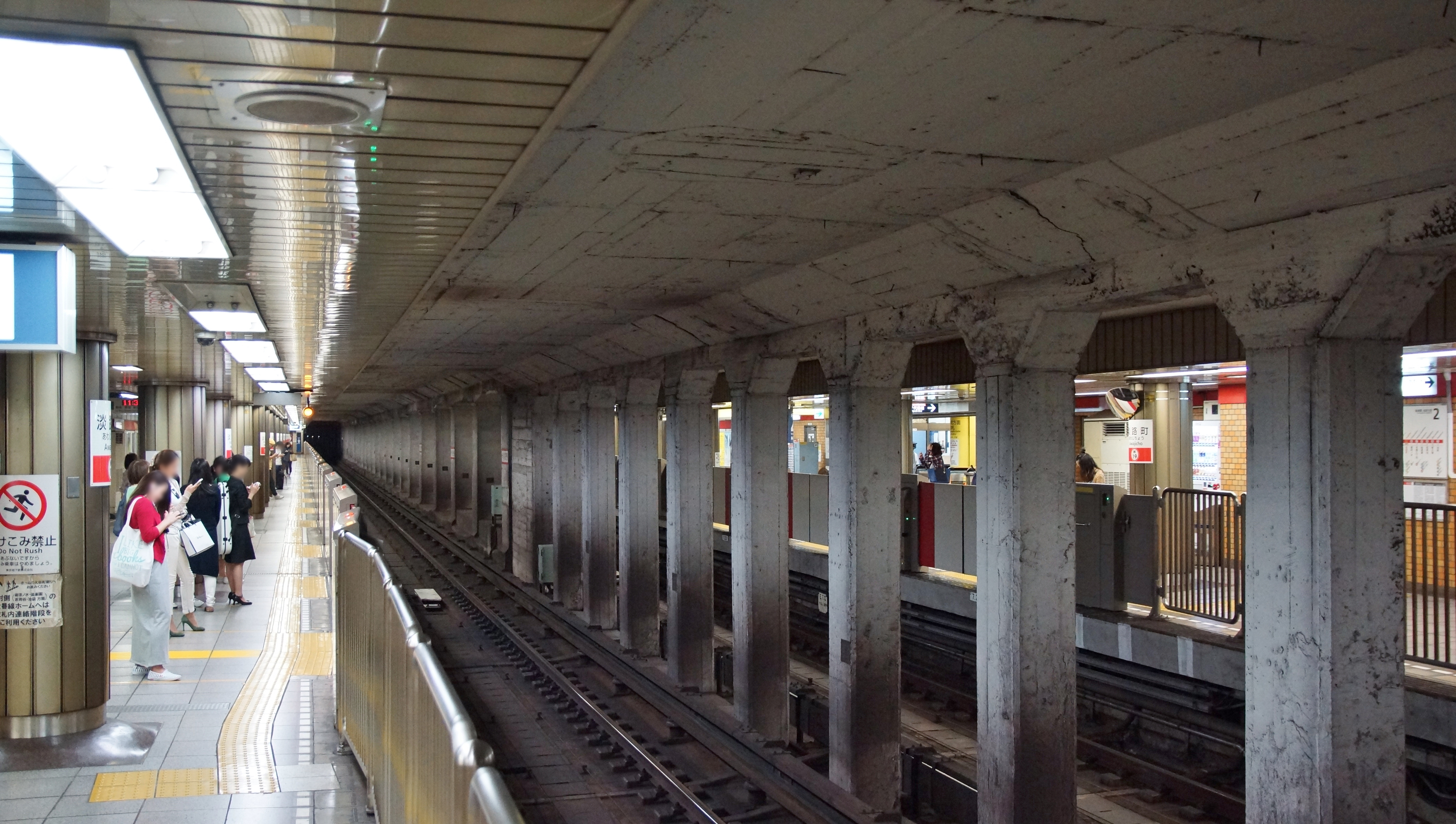
月台（2016年5月7日）

## 相鄰車站
東京地下鐵
 丸之內線
大手町（M 18）－淡路町（M 19）－御茶之水（M 20）

### 來源
東京都統計年鑑
1. ↑  .   [2013-07-03]. （原始内容存档于2013-08-15）.
2. ↑  .   [2013-07-03]. （原始内容存档于2013-02-03）.
3. ↑  .   [2013-07-03]. （原始内容存档于2013-02-03）.
4. ↑  .   [2013-07-03]. （原始内容存档于2013-02-03）.
5. ↑  .   [2013-07-03]. （原始内容存档于2013-02-03）.
6. ↑  .   [2013-07-03]. （原始内容存档于2016-03-04）.
7. ↑  東京都統計年鑑（平成10年）PDF
8. ↑  東京都統計年鑑（平成11年）PDF
9. ↑  .   [2013-07-03]. （原始内容存档于2016-03-04）.
10. ↑  .   [2013-07-03]. （原始内容存档于2016-03-04）.
11. ↑  .   [2013-07-03]. （原始内容存档于2017-07-29）.
12. ↑  .   [2013-07-03]. （原始内容存档于2017-07-29）.
13. ↑  .   [2013-07-03]. （原始内容存档于2017-07-29）.
14. ↑  .   [2013-07-03]. （原始内容存档于2017-07-29）.
15. ↑  .   [2013-07-03]. （原始内容存档于2017-07-29）.
16. ↑  .   [2013-07-03]. （原始内容存档于2017-07-29）.
17. ↑  .   [2013-07-03]. （原始内容存档于2017-07-29）.
18. ↑  .   [2013-07-03]. （原始内容存档于2016-03-26）.
19. ↑  .   [2019-01-06]. （原始内容存档于2016-03-27）.
20. ↑  .   [2019-01-06]. （原始内容存档于2016-03-25）.
21. ↑  .   [2019-01-06]. （原始内容存档于2016-03-27）.
22. ↑  .   [2019-01-06]. （原始内容存档于2016-03-22）.
23. ↑  .   [2019-01-06]. （原始内容存档于2017-07-30）.
24. ↑  .   [2019-01-06]. （原始内容存档于2018-11-09）.
25. ↑  .   [2019-01-06]. （原始内容存档于2019-05-02）.

## 外部連結
- 淡路町/M19 | 路線・車站資訊 | 東京地下鐵（日語）